# Eccellenza Calabria 1998-1999
Il campionato italiano di calcio di Eccellenza regionale 1998-1999 è stato l'ottavo organizzato in Italia. Rappresenta il sesto livello del calcio italiano.
Questo è il campionato della Calabria, gestito dal Comitato Regionale Calabria; è costituito da un girone all'italiana, che ospita 16 squadre.

## Squadre partecipanti
- A.S. Bagaladi, Bagaladi (RC)
- A.C. Bagnarese, Bagnara Calabra (RC)
- Compr. Capo Vaticano, Ricadi (VV)
- A.S. Cutro, Cutro (KR)
- La Sportiva Cariatese, Cariati (CS)
- Montalto Calcio, Montalto Uffugo (CS)
- A.C. Nuova Melito, Melito di Porto Salvo (RC)
- U.S.D. Paolana, Paola (CS)
- S.C. Reggio Gallina 1969, Gallina di Reggio Calabria

- A.S. Calcio Riunite, Cittanova (RC)
- Pol. Rossoblù San Fili, San Fili (CS)
- S.C. Sambiase, Lamezia Terme (CZ)
- U.S. San Calogero, San Calogero (VV)
- U.S. Santa Maria, Santa Maria di Catanzaro
- A.S.D. Siderno, Siderno (RC)
- Pol. Torretta, Crucoli (KR)

## Classifica finale
|  | Pos. | Squadra                  | Pt | G  | V  | N  | P  | GF | GS | DR  |
|  | ---- | ------------------------ | -- | -- | -- | -- | -- | -- | -- | --- |
|  | 1.   | Siderno                  | 66 | 30 | 20 | 6  | 4  | 47 | 22 | +25 |
|  | 2.   | Torretta                 | 64 | 30 | 19 | 7  | 4  | 57 | 23 | +34 |
|  | 3.   | Compr. Capo Vaticano     | 53 | 30 | 16 | 5  | 9  | 46 | 27 | +19 |
|  | 4.   | Santa Maria Catanzaro    | 45 | 30 | 11 | 12 | 7  | 41 | 33 | +8  |
|  | 5.   | Calcio Riunite Cittanova | 44 | 30 | 10 | 14 | 6  | 41 | 28 | +13 |
|  | 6.   | Paolana                  | 41 | 30 | 11 | 8  | 11 | 40 | 28 | +12 |
|  | 7.   | Cutro                    | 40 | 30 | 11 | 7  | 12 | 29 | 35 | -6  |
|  | 8.   | Reggio Gallina           | 38 | 30 | 10 | 8  | 12 | 27 | 31 | -4  |
|  | 9.   | Sambiase                 | 37 | 30 | 9  | 10 | 11 | 31 | 31 | 0   |
|  | 10.  | La Sportiva Cariatese    | 37 | 30 | 9  | 10 | 11 | 39 | 44 | -5  |
|  | 11.  | Bagaladi                 | 37 | 30 | 9  | 10 | 11 | 31 | 38 | -7  |
|  | 12.  | Montalto                 | 37 | 30 | 10 | 7  | 13 | 27 | 34 | -7  |
|  | 13.  | Rossoblù San Fili        | 37 | 30 | 10 | 7  | 13 | 31 | 40 | -9  |
|  | 14.  | Nuova Melito             | 36 | 30 | 8  | 12 | 10 | 24 | 25 | -1  |
|  | 15.  | Bagnarese                | 24 | 30 | 6  | 6  | 18 | 22 | 61 | -39 |
|  | 16.  | San Calogero             | 16 | 30 | 3  | 7  | 20 | 23 | 56 | -33 |